# Fransporing
Fransporing (Anomoloma myceliosum) är en svampart som först beskrevs av Peck, och fick sitt nu gällande namn av Niemelä & K.H. Larss. 2007. Fransporing ingår i släktet Anomoloma och familjen Fomitopsidaceae.  Arten är reproducerande i Sverige. Inga underarter finns listade i Catalogue of Life.